# E.a.G.
『E.a.G.』（イー.エー.ジー.）は、柴村仁による日本のライトノベル。イラストは也が担当。電撃文庫刊。

## 概要
スラム・中華街のギャングの対立、異世界からの訪問者……様々な人物が駆け巡るサスペンス。

## 登場人物
ゴドー
本名悟堂武彦。日本人。東洋人特有のアーモンド型の双眸を持ち、ナイフを使うバウンサー。
住まいはスラム街のコーヒーショップの2階を間借りしている。その部屋は、一時期生活を共にしていたカインと名乗る老人が借りていたが、死後引き継いだ。ちなみにピアノを弾くことができる。「父と子と精霊の家」と言う孤児院出身。
キアラ・キサラギ
クリスチャン。Dに憑依された。オドレイ地区の聖フィリオリ女学院に在籍しているが、不登校気味。住所は高級住宅街があるフレドリク地区。
DDF/AH-07JD(D)
言基体から空電体を駆除するために派遣された進攻体。また、空電体の駆除作業に特化したFシリーズである。大胆で剛腹な態度をとる。マツモトには「番人」と呼ばれていた。
sDDF/AH-07JD(スモール)
DDF/AH-07JDの補助体。鴉の姿をとった。Dの持っていない検索機能・ナビゲート機能・言基体（げんぎたい
にある本体のデータを自分で転送する機能などを補助する。
「ジラフ商店」の店主
「世話役」。普段は一般人として生活している。
ヒサカ
本名久夏。紅帝(コウテイ)に所属。「人形師」。日本人。左足の膝から下が義足なので、アルミ製の杖をついている。ブラッドゾーンに持ちビルがある。ゴドーと同じく「父と子と精霊の家」という孤児院出身。空腹を嫌う。
マツモト
紅帝(コウテイ)に所属しているフィギュア。派手な装いの禿頭の男。
タナカ
紅帝(コウテイ)に所属しているパペット。生っ白い顔の男。吸血鬼事件の犯人。複数人存在する。
ヒズ
紅帝(コウテイ)に所属。三分刈りでかなり強面の大男。黒褐色の瞳を持つ。ヒサカの側についている。
クマガイ
紅帝(コウテイ)の古株。ヘビースモーカー。車はマセラッティ。ベリーショートの背の高い女に銃殺された。
ホンジョー
紅帝(コウテイ)に所属。中指の付け根に蜥蜴のタトゥーがある男。ブラッドゾーンでDにあっさり倒された。
コバヤシ
紅帝(コウテイ)に所属。典型的なチンピラ。紅帝(コウテイ)に所属。オーバードースで死亡した後、パペット化されヤンを殺し、飛び降り自殺した(それが死因ということになっている)。
レイ
紅帝(クリムゾン･キング)の実質的リーダー。顔は綺麗だが、腹黒。アメリカから来た。ゴドーにより暗殺された。
シーイェン(ネモ)
紅帝(ホンデイ)のリーダーであり、中華街のリーダー。顔の左半分に青い龍の刺青を施した東洋人青年。小柄で童顔、黒い直毛、黒褐色の瞳、黄みがかった肌色に切れ長の双眸を持っている。
ベリーショートの背の高い女
大人っぽい顔をしている。声はハスキーである。ネモと共に行動していた。
アピカラ
「ガーフィールドの魔女」。イヨネスコ通りの「バステト」の女主人。瞳は血の色で身の丈ほどもある長い髪は老人のように真っ白。
ジャン=ジャック・デュパルー
北ガーフィールド分署の捜査課所属の警察官。階級は警部補。背が高く、顎周りには無精ヒゲの中年男。
ヤン・シーツォン
飲食店勤務の調理師見習い。コバヤシに刺され、死亡。フレドリク地区のホテルの一室で発見された。
アンダーグラウンド・パンサー
なめした革のような濃い色の皮膚を持つ老人。デュパルーに情報を提供した。
李文龍(リ ウェンロン)
シーイェンの父であり、ヤンの父でもある。